# Myiagra pluto
Myiagra pluto е вид птица от семейство Monarchidae.

## Разпространение
Видът е разпространен в Микронезия.